# 668982 Grechuta
668982 Grechuta este o planetă minoră (asteroid) din centura de asteroizi. A fost descoperită pe 20 august 2012 la  de . 
Obiectul prezintă o orbită caracterizată de o semiaxă mare de 2,7034488218468 UAi, o excentricitate de 0,27524352409149, o înclinație de 2,3190801238603 ° în raport cu ecliptica.